# Sis dies de Berlín
Els Sis dies de Berlín és una cursa de ciclisme en pista, de la modalitat de sis dies, que es corre al gener a Berlín (Alemanya). La seva primera edició data del 1909 i es va fer a la sala d'exposicions del Zoo de Berlín. És la cursa de sis dies més antiga a Europa, i s'ha disputat anualment excepte els parèntesi 1915-18, 1919-20, 1935-48, 1991-96 i 2021-22. En alguns anys s'han arribat a disputar fins a tres edicions.

## Palmarès
| Any     | Primers                                 | Segons                                 | Tercers                                  |
| ------- | --------------------------------------- | -------------------------------------- | ---------------------------------------- |
| 1909    | James Henri Moran · Floyd MacFarland    | John Stol · Marcel Berthet             | Georges Passerieu · Maurice Brocco       |
| 1910    | Walter Rütt · Jackie Clark              | John Stol · Robert Walthour            | Marcel Berthet · Maurice Brocco          |
| 1911    | John Stol · Walter Rütt                 | James Henri Moran · Floyd McFarland    | Guus Schilling · Maurice Brocco          |
| 1912-1  | John Stol · Walter Rütt                 | James Henri Moran · Joe Fogler         | Alfred Hill · Eddy Root                  |
| 1912-2  | John Stol · Walter Rütt                 | Willie Lorenz · Karl Saldow            | James Henri Moran · Eddy Root            |
| 1913    | Alfred Hill · Jackie Clark              | Jules Miquel · John Stol               | Willie Lorenz · Karl Saldow              |
| 1914    | Willie Lorenz · Karl Saldow             | Jules Miquel · John Stol               | Walter Rütt · Arthur Stellbrink          |
| 1915-18 | No disputats                            | No disputats                           | No disputats                             |
| 1919    | Willi Techmer · Karl Saldow             | Walter Sawall · Willy Lorenz           | Emil Lewanow · Otto Pawke                |
| 1920-21 | No disputats                            | No disputats                           | No disputats                             |
| 1922    | Fritz Bauer · Karl Saldow               | Erich Aberger · Willy Lorenz           | Klaas Van Nek · Richard Huschke          |
| 1923    | Fritz Bauer · Oskar Tietz               | Adolf Huschke · Richard Huschke        | Max Hahn · Franz Krupkat                 |
| 1924-1  | Willie Lorenz · Karl Saldow             | Fritz Bauer · Franz Krupkat            | Arthur Stellbrink · Willi Techmer        |
| 1924-2  | Richard Huschke · Franz Krupkat         | Giuseppe Oliveri · Alessandro Tonani   | Emil Lewanow · Walter Rütt               |
| 1925-1  | Walter Rütt · Emile Aerts               | Max Hahn · Oskar Tietz                 | Alfred Grenda · Alex McBeath             |
| 1925-2  | Alois Persijn · Jules Verschelden       | Max Hahn · Oskar Tietz                 | César Debaets · Emile Thollembeek        |
| 1926-1  | Harry Horan · Reginald McNamara         | Franco Giorgetti · Willy Rieger        | Max Hahn · Oskar Tietz                   |
| 1926-2  | Lucien Louet · Pierre Sergent           | Anthony Beckman · Ray Eaton            | Erich Junge · Willy Gottfried            |
| 1926-3  | Georges Wambst · Charles Lacquehay      | Erich Junge · Gabriel Marcillac        | Emile Aerts · Jules Van Hevel            |
| 1927-1  | Willie Lorenz · Alessandro Tonani       | Paul Buschenhagen · Emile Thollembeek  | Paul Koch · Pierre Rielens               |
| 1927-2  | Piet van Kempen · Maurice Dewolf        | Oskar Tietz · Emile Thollembeek        | Georg Kroschel · Lothar Ehmer            |
| 1928    | Georg Kroschel · Lothar Ehmer           | Oskar Tietz · Willy Rieger             | Emil Richli · Piet van Kempen            |
| 1929-1  | Franz Duelberg · Otto Petri             | Alfons Goossens · Gérard Debaets       | Georg Kroschel · Erich Junge             |
| 1929-2  | Erich Dorn · Erich Maczynski            | Georg Kroschel · Lothar Ehmer          | Gottfried Hürtgen · Werner Miethe        |
| 1930-1  | Piet van Kempen · Paul Buschenhagen     | Georg Kroschel · Willy Rieger          | Jan Pijnenburg · Karl Göbel              |
| 1930-2  | Viktor Rausch · Gottfried Hürtgen       | Piet van Kempen · Adolf Schön          | Georg Kroschel · Willy Rieger            |
| 1931-1  | Jan Pijnenburg · Adolf Schön            | Emil Thollembeek · Oskar Tietz         | Karl Göbel · Alfredo Dinale              |
| 1931-2  | Paul Broccardo · Oskar Tietz            | Karl Göbel · Adolf Schön               | Willy Funda · Adolphe Charlier           |
| 1932-1  | Paul Broccardo · Oskar Tietz            | Gottfried Hürtgen · Viktor Rausch      | Roger Deneef · Adolphe Charlier          |
| 1932-2  | Paul Broccardo · Marcel Guimbretière    | Willy Funda · Adolf Schön              | Lothar Ehmer · Willy Rieger              |
| 1933    | Roger Deneef · Albert Buysse            | Adolphe Charlier · Oskar Tietz         | Karl Göbel · Adolf Schön                 |
| 1934    | Walter Lohmann · Viktor Rausch          | Frans Slaats · Adolphe Van Nevele      | Werner Ippen · Hans Zims                 |
| 1935-48 | No disputats                            | No disputats                           | No disputats                             |
| 1949    | Ferdinando Terruzzi · Severino Rigoni   | Alfred Strom · Reginald Arnold         | Ludwig Hörmann · Lucien Gillen           |
| 1950-1  | Alfred Strom · Reginald Arnold          | Jean Roth · Gustav Kilian              | Robert Naeye · Ludwig Hörmann            |
| 1950-2  | Alfred Strom · Reginald Arnold          | Bernard Bouvard · Henri Surbatis       | Rudi Mirke · Hans Preiskeit              |
| 1951-1  | Heinz Vöpel · Gustav Kilian             | Severino Rigoni · Ferdinando Terruzzi  | Guy Lapébie · Lucien Gillen              |
| 1951-2  | Guy Lapébie · Émile Carrara             | Alfred Strom · Reginald Arnold         | Walter Bucher · Armin von Büren          |
| 1952-1  | Guy Lapébie · Émile Carrara             | Jean Roth · Armin von Büren            | Heinz Zoll · Waldemar Knoke              |
| 1952-2  | Heinz Zoll · Émile Carrara              | Jean Roth · Walter Bucher              | Hans Preiskeit · Walter Zehnder          |
| 1953    | Jean Roth · Walter Bucher               | Otto Ziege · Théo Intra                | Ferdinand Kübler · Oscar Plattner        |
| 1954-1  | Gerrit Peters · Gerrit Schulte          | Roger Godeau · Georges Senfftleben     | Jean Roth · Walter Bucher                |
| 1954-2  | Dominique Forlini · Émile Carrara       | Constant Ockers · Rik Van Steenbergen  | Otto Ziege · Horst Holzmann              |
| 1955    | Ferdinando Terruzzi · Lucien Gillen     | Kay-Werner Nielsen · Evan Klamer       | Sydney Patterson · Rik Van Steenbergen   |
| 1956    | Jean Roth · Walter Bucher               | Otto Ziege · Ferdinando Terruzzi       | Kay-Werner Nielsen · Evan Klamer         |
| 1957    | Emile Severeyns · Rik Van Steenbergen   | Reginald Arnold · Ferdinando Terruzzi  | Klaus Bugdahl · Gerrit Schulte           |
| 1958    | Klaus Bugdahl · Gerrit Schulte          | Emile Severeyns · Rik Van Steenbergen  | Kay-Werner Nielsen · Palle Lykke Jensen  |
| 1959    | Kay-Werner Nielsen · Palle Lykke Jensen | Emile Severeyns · Rik Van Steenbergen  | Klaus Bugdahl · Hans Jarosczewicz        |
| 1960    | Peter Post · Rik Van Looy               | Klaus Bugdahl · Hans Junkermann        | Kay-Werner Nielsen · Palle Lykke Jensen  |
| 1961-1  | Rik Van Steenbergen · Klaus Bugdahl     | Peter Post · Rik Van Looy              | Kay-Werner Nielsen · Palle Lykke Jensen  |
| 1961-2  | Klaus Bugdahl · Fritz Pfenninger        | Peter Post · Rik Van Looy              | Emile Severeyns · Rik Van Steenbergen    |
| 1962-1  | Peter Post · Rik Van Looy               | Klaus Bugdahl · Fritz Pfenninger       | Emile Severeyns · Rik Van Steenbergen    |
| 1962-2  | Rudi Altig · Hans Junkermann            | Rik Van Looy · Peter Post              | Emile Severeyns · Rik Van Steenbergen    |
| 1963    | Sigi Renz · Klaus Bugdahl               | Rik Van Looy · Rik Van Steenbergen     | Freddy Eugen · Palle Lykke Jensen        |
| 1964-1  | Sigi Renz · Klaus Bugdahl               | Freddy Eugen · Palle Lykke Jensen      | Wolfgang Schulze · Fritz Pfenninger      |
| 1964-2  | Peter Post · Fritz Pfenninger           | Freddy Eugen · Hans Junkermann         | Sigi Renz · Klemens Grossimlinghaus      |
| 1965-1  | Fritz Pfenninger · Peter Post           | Sigi Renz · Klaus Bugdahl              | Dieter Kemper · Horst Oldenburg          |
| 1965-2  | Dieter Kemper · Rudi Altig              | Sigi Renz · Wolfgang Schulze           | Fritz Pfenninger · Peter Post            |
| 1966-1  | Sigi Renz · Klaus Bugdahl               | Fritz Pfenninger · Peter Post          | Freddy Eugen · Palle Lykke Jensen        |
| 1966-2  | Sigi Renz · Rudi Altig                  | Freddy Eugen · Palle Lykke Jensen      | Wolfgang Schulze · Klaus Bugdahl         |
| 1967-1  | Horst Oldenburg · Dieter Kemper         | Wolfgang Schulze · Sigi Renz           | Patrick Sercu · Klaus Bugdahl            |
| 1967-2  | Peter Post · Klaus Bugdahl              | Patrick Sercu · Eddy Merckx            | Horst Oldenburg · Dieter Kemper          |
| 1968-1  | Freddy Eugen · Palle Lykke Jensen       | Horst Oldenburg · Dieter Kemper        | Wolfgang Schulze · Sigi Renz             |
| 1968-2  | Peter Post · Wolfgang Schulze           | Klaus Bugdahl · Rolf Wolfshohl         | Freddy Eugen · Palle Lykke Jensen        |
| 1969-1  | Horst Oldenburg · Wolfgang Schulze      | Peter Post · Patrick Sercu             | Klaus Bugdahl · Sigi Renz                |
| 1969-2  | Klaus Bugdahl · Dieter Kemper           | Horst Oldenburg · Wolfgang Schulze     | Peter Post · Léo Duyndam                 |
| 1970-1  | Sigi Renz · Wolfgang Schulze            | Alain Van Lancker · Peter Post         | Dieter Puschel · Albert Fritz            |
| 1970-2  | Klaus Bugdahl · Jürgen Tschan           | Patrick Sercu · Albert Fritz           | Albert Fritz · Peter Post                |
| 1971    | Patrick Sercu · Peter Post              | Sigi Renz · Wolfgang Schulze           | Wilfried Peffgen · René Pijnen           |
| 1972    | René Pijnen · Léo Duyndam               | Sigi Renz · Wolfgang Schulze           | Wilfried Peffgen · Albert Fritz          |
| 1973    | Sigi Renz · Wolfgang Schulze            | Graeme Gilmore · Dieter Kemper         | Léo Duyndam · Piet De Wit                |
| 1974    | René Pijnen · Roy Schuiten              | Wilfried Peffgen · Jürgen Tschan       | Klaus Bugdahl · Dieter Kemper            |
| 1975    | Patrick Sercu · Dietrich Thurau         | Wilfried Peffgen · Jürgen Tschan       | Wolfgang Schulze · Albert Fritz          |
| 1976    | Dietrich Thurau · Günter Haritz         | René Pijnen · Patrick Sercu            | Donald Allan · Danny Clark               |
| 1977    | Patrick Sercu · Eddy Merckx             | René Pijnen · Dietrich Thurau          | Wilfried Peffgen · Albert Fritz          |
| 1978    | Patrick Sercu · Dietrich Thurau         | Wilfried Peffgen · Albert Fritz        | Günter Haritz · René Pijnen              |
| 1979    | Patrick Sercu · Dietrich Thurau         | Wilfried Peffgen · Albert Fritz        | Donald Allan · Danny Clark               |
| 1980    | Patrick Sercu · Gregor Braun            | Donald Allan · Danny Clark             | Wilfried Peffgen · René Pijnen           |
| 1981    | Dietrich Thurau · Gregor Braun          | Gert Frank · Hans-Henrik Ørsted        | Wilfried Peffgen · Horst Schütz          |
| 1982    | Patrick Sercu · Maurizio Bidinost       | Wilfried Peffgen · Horst Schütz        | Dietrich Thurau · Albert Fritz           |
| 1983    | Anthony Doyle · Danny Clark             | Gert Frank · Hans-Henrik Ørsted        | Gregor Braun · Henry Rinklin             |
| 1984    | Danny Clark · Horst Schütz              | Gert Frank · Hans-Henrik Ørsted        | Josef Kristen · Henry Rinklin            |
| 1985    | Danny Clark · Hans-Henrik Ørsted        | Constant Tourné · Etienne De Wilde     | Anthony Doyle · Joaquim Schlaphoff       |
| 1986    | Anthony Doyle · Danny Clark             | René Pijnen · Urs Freuler              | Constant Tourné · Etienne De Wilde       |
| 1987    | Dietrich Thurau · Urs Freuler           | Anthony Doyle · Danny Clark            | Roland Günther · Roman Hermann           |
| 1988    | Anthony Doyle · Danny Clark             | Dietrich Thurau · Urs Freuler          | Pierangelo Bincoletto · Roman Hermann    |
| 1989    | No disputats                            | No disputats                           | No disputats                             |
| 1990    | Volker Diehl · Bruno Holenweger         | Roland Günther · Danny Clark           | Pierangelo Bincoletto · Andreas Klaus    |
| 1991-96 | No disputats                            | No disputats                           | No disputats                             |
| 1997    | Olaf Ludwig · Jens Veggerby             | Marco Villa · Adriano Baffi            | Andreas Kappes · Carsten Wolf            |
| 1998    | Marco Villa · Silvio Martinello         | Adriano Baffi · Andreas Kappes         | Gerd Dörich · Carsten Wolf               |
| 1999    | Etienne De Wilde · Andreas Kappes       | Jimmi Madsen · Carsten Wolf            | Adriano Baffi · Andrea Collinelli        |
| 2000    | Marco Villa · Silvio Martinello         | Andreas Kappes · Olaf Pollack          | Robert Bartko · Scott McGrory            |
| 2001    | Rolf Aldag · Silvio Martinello          | Andreas Kappes · Andreas Beikirch      | Stefan Steinweg · Erik Weispfennig       |
| 2002    | Rolf Aldag · Silvio Martinello          | Matthew Gilmore · Scott McGrory        | Robert Bartko · Andreas Beikirch         |
| 2003    | Kurt Betschart · Bruno Risi             | Marco Villa · Silvio Martinello        | Andreas Beikirch · Andreas Kappes        |
| 2004    | Robert Bartko · Guido Fulst             | Marco Villa · Franco Marvulli          | Andreas Beikirch · Andreas Kappes        |
| 2005    | Kurt Betschart · Bruno Risi             | Robert Bartko · Guido Fulst            | Danny Stam · Robert Slippens             |
| 2006    | Danny Stam · Robert Slippens            | Marco Villa · Franco Marvulli          | Leif Lampater · Guido Fulst              |
| 2007    | Leif Lampater · Guido Fulst             | Andreas Beikirch · Robert Bartko       | Bruno Risi · Franco Marvulli             |
| 2008    | Bruno Risi · Franco Marvulli            | Leif Lampater · Guido Fulst            | Christian Lademann · Alexander Aeschbach |
| 2009    | Erik Zabel · Robert Bartko              | Bruno Risi · Franco Marvulli           | Kenny De Ketele · Roger Kluge            |
| 2010    | Alex Rasmussen · Michael Mørkøv         | Robert Bartko · Roger Kluge            | Danny Stam · Peter Schep                 |
| 2011    | Robert Bartko · Roger Kluge             | Leigh Howard · Cameron Meyer           | Alex Rasmussen · Michael Mørkøv          |
| 2012    | Leigh Howard · Cameron Meyer            | Franco Marvulli · Silvan Dillier       | Iljo Keisse · Kenny De Ketele            |
| 2013    | Roger Kluge · Peter Schep               | Kenny De Ketele · Luke Roberts         | Franco Marvulli · Andreas Müller         |
| 2014    | Kenny De Ketele · Andreas Müller        | Leif Lampater · Jasper De Buyst        | Robert Bartko · Theo Reinhardt           |
| 2015    | Leif Lampater · Marcel Kalz             | Kenny De Ketele · David Muntaner       | Alex Rasmussen · Marc Hester             |
| 2016    | Kenny De Ketele · Moreno De Pauw        | Roger Kluge · Marcel Kalz              | Yoeri Havik · Nick Stopler               |
| 2017    | Yoeri Havik · Wim Stroetinga            | Kenny De Ketele · Moreno De Pauw       | Pim Ligthart · Jens Mouris               |
| 2018    | Yoeri Havik · Wim Stroetinga            | Kenny De Ketele · Moreno De Pauw       | Theo Reinhardt · Roger Kluge             |
| 2019    | Theo Reinhardt · Roger Kluge            | Marc Hester · Jesper Mørkøv            | Andreas Graf · Andreas Müller            |
| 2020    | Moreno De Pauw · Wim Stroetinga         | Marc Hester · Oliver Wulff Frederiksen | Morgan Kneisky · Theo Reinhardt          |